# Fills
Fills (títol original en italià, Figli) és una pel·lícula del 2020 dirigida per Giuseppe Bonito. S'ha doblat i subtitulat al català.
El guió ha estat escrit per Mattia Torre i està extret del seu monòleg I figli invecchiano, interpretat per Valerio Mastandrea, el protagonista de la pel·lícula. Mattia Torre, que va morir d'una malaltia el 2019 abans de començar el rodatge, va confiar la realització a Bonito, que havia estat el seu ajudant de direcció a la sèrie de televisió Boris. La pel·lícula es va estrenar als cinemes italians el 23 de gener de 2020.